# Tord de la Xina
El tord de la Xina (Turdus mupinensis) és un ocell de la família dels túrdids (Turdidae).

## Hàbitat i distribució
Habita el bosc mixte amb sotabosc, a les muntanyes del nor, oest i sud-oest de la Xina des del centre i sud de Kansu cap a l'est fins Shensi i Hupeh i cap al sud fins Szechwan i nord-oest de Yunnan.

## Taxonomia
Inclosa al gènere Turdus, si bé ha estat considerada l'única espècie del monotípic gènere Otocichla Wolters, 1980